# Бабеєво (Електростальський міський округ)
Бабе́єво (рос. Бабеево) — присілок у складі Електростальського міського округу Московської області, Росія.

## Населення
Населення — 114 осіб (2010; 94 у 2002).
Національний склад (станом на 2002 рік):
- росіяни — 81 %